# 김시언
김시언(1988년 7월 11일 ~ )은 대한민국의 배우 전 VJ이다.